# 廖玒
廖玒（1963年—），男，中华人民共和国政治人物。

## 生平
1996年，参与筹备人民日报网络版（人民网前身），先后任人民日报社网络中心总编室主任，中心副主任、常务副主任，人民网副总裁、常务副总裁。2010年6月至2015年8月，出任人民网副董事长、总裁（2010年6月至2015年4月，兼任人民网总编辑）。2015年8月，因涉嫌贿赂犯罪被立案侦查并被免去职务。